# Мамедов, Сеймур Гахраман оглы
Сеймур Гахраман оглы Мамедов (азерб. Seymur Qəhrəman oğlu Məmmədov; 18 сентября 1971, Физули — 1 апреля 1992) — азербайджанский офицер. Национальный Герой Азербайджана.

## Биография
Родился 18 сентября 1971 года в Физули. С 1978 по 1988 год учился в школе № 2 Физули. В 1988 году поступил в Азербайджанский политехнический институт. Одновременно с учёбой работал в отделе связи города Физули. В 1991 году был призван в ряды Советской армии. После окончания курса артиллеристов в городе Ковров Владимирской области, был направлен служить в Группу советских войск в Германии. Через некоторое время продолжил службу на Украине, в городе Чернигов.

### Первая карабахская война
Отслужив армию и в связи с началом войны Сеймур добровольно записался на фронт. Принимал участие в боевых действиях. 1 апреля 1992 года в боях за село Меликджан Мамедов погиб.
Сеймур был холост.

## Память

Могила Сеймура Мамедова на Аллее шахидов в Баку

Указом президента Азербайджанской Республики № 131 от 11 августа 1992 года Мамедову Сеймуру Гахраман оглы было присвоено звание Национального Героя Азербайджана (посмертно).
Похоронен на Аллее шахидов в Баку.
Родная школа № 2 носит имя героя.